# Сак'я-пандіта
Сак'я-пандіта (тиб. ས་ཀྱ་པཎ་ཌི་ཏ་ཀུན་དགའ་རྒྱལ་མཚན; 1182– 28 листопада 1251) — середньовічний політичний та релігійний діяч Тибету, 6-й сак'я-трицзін (очільник) буддистської школи Сак'я. В китайських джерелах відомий як Са Бань.

## Життєпис
Походив з аристократичного роду Чжамьянгон з клану Кхен. Син Палчен Опоче і Мачіг Нітрі Чам. Народився 1182 року у м. Сак'я, отримавши ім'я Палдан Тондуб (Пельтен Тонжуп). Став головним учнем свого стрийка — 5-го сак'я-трицзіна Дагпо Г'ялцена. Врешті-решт отримав ступінь шраманера, змінивши ім'я на Кюнга’-Дж'алцен (Г'єльцен Пельсанбо).
У 1208 році прийняв чернечі обітниці бгікшу у кашмірського пандіти Шак'яшрібхадри (в тибетців відомий як Качі-Панчен), який прибув до Тибету в 1179 році. Отримав широку популярність в буддійському світі завдяки видатним знанням «п'яти великих наук» (медицина, граматика, діалектика і санскритська література) і «малих наук» (красномовство, синонімія, поезія, хореографія і астрологія). За це став відомий як Сак'я-пандіта.
1216 року після смерті стрийка став сак'я-трицзіном. У 1219 році здійснив прощу до Індії і Непалу, де брав участь в філософських диспутах. В монастирі Г'іронг в диспуті з логіки переміг брахмана-шастрі.
Коли внаслідок військової кампанії 1239—1240 років монголи сплюндрували частину Центрального Тибету, Сак'я-пандіта визнав залежність країни від монголів в обмін на політичну владу для свого монастиря. Це викликало невдоволення і опір з боку його співвітчизників. Воно вляглося після відозви Сак'я-пандіти, в якій він вказав на силу монголів, які підкорили весь світ, і обіцяв, що в разі добровільного підпорядкування монгольські війська не будуть введені до Тибету.
1244 року рушив до ставки Годан-хана в Ланьчжоу разом з двома небіжами Лодой Г'жлценом і Чхагной. Втім зустрівся з Годаном лише у 1247 року, коли той повернувся з великого курултаю. Сак'я-пандіта влаштувався при дворі Годана (той звів монастир-резиденцію Тулпеде), проповідував гуманістичні основи буддизму в середовищі монгольської знаті і аж до своєї смерті забезпечував своїм авторитетом невтручання Монгольської імперії у справи Тибету, з одного боку, і виплату данини тибетцями монголам, з іншого боку. Він сформулював принцип «чой-йонг», «наставник — покровитель», в рамках якого духовний авторитет перевершує світську владу, і відповідно Тибет не васальна територія імперії, а опікувана імперією резиденція духовного наставника держави. Для монголів, які згідно Ясі Чингізхана як правило ставилися до всіх релігій з повагою і не обкладали податками монастирі та церкви, ця позиція виявилася зрозумілою. Також Сак'я-пандіта пожиттєве керування 13 туменами центрального Тибету.
Сак'я-пандіта застав масове знищення китайців монголами на відвіданих ним територіях: війська масово заганяли мирних жителів в воду. Пандіта проповідував буддійську істину про те, що вбивство живих істот — жахливий злочин. Тибетські автори вважають, що з його діяльністю пов'язаний перехід монголів від політики знищення китайців до більш помірного управління.
Помер 1251 року. Своїм спадкоємцем оголосив небожа Лодой Г'єлцен.

## Творчість
Вйого доробку близько 30 праць. Був автором творів з етики та логіці, найзначущими є «Чадма рігс па'i-гтер» («Скарбниця логіки про дійсне пізнання»), «Дом-гсум раб-дб'є» («Розрізнення трьох клятв»), «Мхас па рнамс'джуг па'i-сго» («Вхідні ворота для мудрих»), «Тхуб па'i дгонгз ґсал» («Уточнення намірів мудреця»).
Сак'я-пандіта був єдиним тибетським автором, праці якого були незабаром після написання переведені з тибетської мови на санскрит.